# Дом Упхагена
Дом Упхагена (пол. Dom Uphagena) в Гданьске — единственный в Польше и один из немногочисленных в Европе мещанских каменных домов XVIII в., доступных посетителям. Является одним из 10 отделов музейного комплекса «Музей Гданьска» (Muzeum Gdańska), в состав которого входят ратуша главного города (Ratusz Głównego Miasta), музей польской почты, музей янтаря, водяная кузница в Оливе и т. д.
Адрес: ul. Długa 12.
Деревянное строение на месте дома Упхагена находилось ещё в XIV веке. Известно, что в XV веке дом уже был каменным. Домом владели многие богатые гданьские семьи. В XVI веке был перестроен фасад.
В 1775 году дом приобрёл историк и библиофил Иоганн Упхаген. Он доверил строительному мастеру Йохаину Бенжамину Дрейеру выполнение проекта и перестройку дома. В течение нескольких лет (до 1787 г.) дом был значительно модернизирован и приспособлен к потребностям нового, зажиточного владельца. Упхаген жил в этом доме до самой смерти (1802 г.), затем каменный дом перешёл к очередным семейным наследникам, оставаясь, что было редкостью в то время, на протяжении всего XIX в. в руках одной семьи.
В 1910 году дом стал сдаваться в аренду городским властям. В 1911 г. в доме Упхагена был создан музей, работавший до 1944 г., в котором немецкие реставраторы эвакуировали интерьер и оснащение дома.
В 1945 году дом Упхагена был уничтожен Красной Армией, внутри всё, что немцы не успели эвакуировать, считается утраченным. После войны дом было решено восстанавливать с помощью сохранившейся документации. С 1953 года в отстроенном доме располагались разные государственные организации. Функции музея дом стал выполнять с 1981 года. После проводимых реноваций и реконструкций дом Упхагена открылся посетителям в 1998 году как музей, показывающий внутреннее убранство мещанских домов XVIII века.
Внутри среди прочего находится мебель XVIII века, старинные часы, картины, музыкальные инструменты и 3 оригинальные печи.